# Episodi di Black Summer
La prima stagione della serie televisiva Black Summer, composta da 8 episodi, è stata interamente distribuita su Netflix l'11 aprile 2019, in tutti i paesi in cui il servizio è disponibile.
| n° | Titolo originale | Titolo italiano | Pubblicazione USA | Pubblicazione Italia |
| -- | ---------------- | --------------- | ----------------- | -------------------- |
| 1  | Human Flow       | Fiume umano     | 11 aprile 2019    | 11 aprile 2019       |
| 2  | Drive            | Guida           | 11 aprile 2019    | 11 aprile 2019       |
| 3  | Summer School    | Scuola estiva   | 11 aprile 2019    | 11 aprile 2019       |
| 4  | Alone            | Solo            | 11 aprile 2019    | 11 aprile 2019       |
| 5  | Diner            | Ristorante      | 11 aprile 2019    | 11 aprile 2019       |
| 6  | Heist            | Il colpo        | 11 aprile 2019    | 11 aprile 2019       |
| 7  | The Tunnel       | Il tunnel       | 11 aprile 2019    | 11 aprile 2019       |
| 8  | The Stadium      | Lo stadio       | 11 aprile 2019    | 11 aprile 2019       |